# 邦薩爾 (加利福尼亞州)
邦薩爾（英語：Bonsall）是位於美國加利福尼亞州聖地牙哥縣的一個人口普查指定地區。

## 地理
邦薩爾的座標為33°16′47″N 117°11′37″W / 33.27972°N 117.19361°W，而該地最高點為海拔高度55米（即180英尺）。

## 人口
根據2010年美國人口普查的數據，邦薩爾的面積為35.16平方千米，當中陸地面積為34.70平方千米，而水域面積為0.46平方千米。當地共有人口3982人，而人口密度為每平方千米113人。